# 캔트 바이 미 러브 (드라마)
《캔트 바이 미 러브》(영어: Can't Buy Me Love)는 2023년 방영된 필리핀의 텔레비전 드라마이다.